# لانجاه (عشيرة)
لانجاه او لانجو هو اسم قبيلة بلوشية تاريخية موجود في إقليم بلوشستان والسند وجنوب البنجاب .
تشتهر قبيلة لانجاه البلوشية في الغالب بتأسيس سلطنة لانجاه ، التي حكمت ملتان والمناطق المحيطة بها في جنوب البنجاب من عام 1445 إلى 1540، قبل أن يطيح بها الأرغون . 
استمرت القبيلة في كونها قوة مهمة في منطقة البنجاب تحت حكم مشايخها المختلفين. أثناء انسحاب همايون ، سيطر زعيمهم بخشو خان لانجاه على الكثير من الحصون المحيطة بملتان. قدم 100 قارب من الحبوب لجيش المغال المنسحب.  لاحقًا، قاد بخشو خان قبيلة لانجاه في التمرد ضد الصوريون ليؤسس حكمه المستقل على منطقة ملتان وجنوب النجاب. ومع ذلك، فقد هُزم من قبل جنرال سور، هيبت خان .  في عهد أكبر ، كان قسم من لانجاه يحتفظ ببرجانا شور ( منطقة جهانج الحديثة)  بينما كان ابن باسخشو لانجاه، شير علي، هو شيكدار قصبة ديسا. 
أثناء عصر الإستعمار البريطاني، ظلت قبيلة لانجاه تحافظ على وجود كبير في منطقة ملتان وجنوب البنجاب حيث كانت تعتبر قبيلة بلوية رئيسية، خاصة عند التقاء نهري تشيناب وسوتليج في البنجاب. 